# Czarna dziewczyna
Czarna dziewczyna – singel polskiego zespołu Ivan i Delfin, wydany w 2005 na reedycji albumu Czarne oczy – złota edycja. Autorami piosenki są Michał Szymański, Iwan Komarenko i Paweł Radziszewski.
Kompozycja reprezentowała Polskę w 50. Konkursie Piosenki Eurowizji w Kijowie w 2005 roku.

## Historia utworu

### Kompozycja
Muzycznie piosenka inspirowana jest wschodnioeuropejską muzyką folkową. Podczas nagrywania wykorzystano m.in. dźwięki mandoliny i akordeonu. Utwór skomponował Łukasz Lazer, a dwujęzyczny (polsko-rosyjski) tekst napisali Michał Szymański, Iwan Komarenko i Paweł Radziszewski. Produkcją i aranżacją zajął się Wojciech Olszewski, który zagrał również partie basowe w piosence. W tekście piosenki podmiot śpiewa o miłości do czarnowłosej dziewczyny romskiego pochodzenia, z którą chce się związać. 

### Teledysk
Teledysk do utworu „Czarna dziewczyna” został nakręcony w warszawskim klubie Jezioro Łabędzie. Zdjęcia realizowano 1 marca 2005, pod okiem reżyserki Izy Poniatowskiej. W klipie gościnnie zagrało kilku autorów z serialu M jak miłość. W teledysku wykorzystano również fragment występu zespołu w programie Stratosfera.

### Konkurs Piosenki Eurowizji
29 stycznia 2005 podczas programu Telewizji Polskiej Stratosfera ogłoszono, że utwór „Czarna dziewczyna” został wybrany wewnętrznie przez specjalną komisję jurorską na reprezentanta Polski w 50. Konkursie Piosenki Eurowizji. W skład sędziowski weszło 28 jurorów, a za kandydaturą zespołu zagłosowało 15 z nich, tj.: Jacek Cieślak (Rzeczpospolita), Janusz Czajka (Wirtualna Polska), Tomasz Deszczyński (Stowarzyszenie Miłośników Konkursu Piosenki Eurowizji OGAE Polska), Alina Dragan (dziennikarz muzyczny Programu Trzeciego Polskiego Radia), Mariusz Duma (Disco Music Club), Leszek Gnoiński (Codzienna Gazeta Muzyczna), Wojciech Jagielski (Radio Zet), Zygmunt Kukla (dyrygent), Aleksander Rogoziński (Radio Kolor), Robert Sankowski (Gazeta Wyborcza), Tomasz Słoń (Interia.pl), Michał Szcześniak (Życie), Paweł Sztompke (Polskie Radio), Łukasz Wawro (Onet.pl), Andrzej Witkowski (TVP1). Utwór zdobył w sumie 141 punktów, w tym najwyższą notę 12 punktów od ośmiu jurorów.
19 maja 2005 zespół zaprezentował utwór jako ostatni, 25. w kolejności w półfinale konkursu. Utwór zdobył łącznie 81 punktów i uplasował się 11. miejscu, przez co nie zakwalifikował się do finału. Do awansu zabrakło mu czterech punktów.

### Krytyka

#### Przed Eurowizją
Wybór piosenki „Czarna dziewczyna” na utwór reprezentujący Polskę w konkursie spotkał się z szerokim odzewem w mediach. Polscy fani Eurowizji zarzucali kompozycji to, że reprezentuje gatunek disco polo. Krytycznie o szansach utworu na wygraną wypowiedział się m.in. przewodniczący eurowizyjnej komisji TVP Janusz Kosiński. Zwolennicy utworu twierdzili, że „na tego typu festiwal ten zespół się nadaje w sam raz. Tam nie ma po co wysyłać zbyt zaawansowanej muzyki”. 
Wśród zagranicznych fanów konkursu również nastąpił podział. Dla jednych „Czarna dziewczyna” była „doskonałym utworem na festiwal Eurowizji”, według innych utwór nie ma żadnych szans na sukces.
Sceniczna prezentacja utworu była pozytywnie oceniana przez dziennikarzy oglądających próby sceniczne oraz entuzjastycznie przyjmowana przez publiczność obecną na próbach.

#### Po Eurowizji
Po półfinale konkursu dziennikarka muzyczna Maria Szabłowska skomentowała półfinałowy występ zespołu słowami: Niepotrzebnie postawiliśmy na ludyczność. Głosowanie pokazało, że europejska publiczność lubi nie tylko lekką muzykę. Prawdopodobnie zjadła ich trema. Iwan Komarenko nie rozwinął się na scenie i słabo zaśpiewał. Media określały występ jako „słaby”.
W czerwcu 2012 roku sceniczna prezentacja piosenki znalazła się w rankingu dwudziestu najciekawszych występów eurowizyjnych ostatnich lat zorganizowanym przez chorwacki portal Eurosong.hr. Umieszczenie występu w zestawieniu tłumaczono słowami: Wielu twierdzi, że utwór powinien być lepszy. Na poziomie prezentacji scenicznej zrobiono wszystko, co się da. Ciekawy, wesoły, energiczny i euforyczny występ. Zgodnie z rytmem refrenu, sama atmosfera robi się „silniejsza”, a Cyganki w kolorowych sukniach przez cały występ uświadamiają nam – cieszcie się, kochajcie i weselcie!.